# 안재헌
안재헌(安載憲, 1948년 12월 9일 ~ , 충북 괴산)은 대한민국의 공무원이다.

## 학력
- 1971년 : 서울대학교 사회학 학사
- 1997년 : 서울시립대학교 대학원 도시계획학 석사
- 2001년 : 서울시립대학교 대학원 행정학 박사

## 경력
- 1971년 : 제10회 행정고시 합격
- 1978년 : 내무부 지방개발국 지역발전계장
- 1981년 : 제주도 남제주군수
- 1986년 : 내무부 지방개발국 새마을지도과장
- 1991년 : 강원도 기획관리실장
- 1994년 : 내무부 지방재정국장
- 1996년 : 내무부 감사관
- 1998년 : 내무부 지방행정연수원장
- 1999년 : 소청심사위원회 위원
- 2001년 : 행정자치부 제2건국범국민추진위원회 기획운영실장
- 2002년 : 충청북도 행정부지사
- 2003년 : 여성부 차관
- 2006년 : 충북과학대학장
- 2011년 : 한국청소년활동진흥원 이사장

## 수상
- 1989년 : 녹조근정훈장
- 2005년 : 황조근정훈장

| 전임 김성진 | 제3대 여성부 차관 2003년 3월 3일 ~ 2004년 7월 19일 | 후임 신현택 |